# Henryk Ficek (wojewoda)
Henryk Ficek (ur. 8 września 1938 w Gorzycach, zmarł 27 marca 2025 w Rzeszowie) – polski działacz partyjny i państwowy, inżynier rolnictwa, członek Zjednoczonego Stronnictwa Ludowego, wojewoda rzeszowski (1981–1990).

## Życiorys
Syn Jana i Julii. Ukończył studia w Wyższej Szkole Rolniczej w Krakowie z tytułem magistra inżyniera rolnictwa. Od 1956 członek Związku Młodzieży Wiejskiej, w latach 1958–1965 pełnił funkcję wiceprzewodniczącego zarządu powiatowego w Przeworsku. W 1956 roku został agronomem w Państwowym Ośrodku Maszynowym w Dynowie. W latach 1957–1958 pracował w Powiatowym Zarządzie Rolnictwa w Brzozowie. W latach 1958–1960 odbył służbę wojskową. W latach 1958–1966 pracował w Powiatowym Związku Kółek Rolniczych w Przeworsku, gdzie był kierownikiem zespołu rolnego i wiceprezesem zarządu. W 1962 wstąpił do Zjednoczonego Stronnictwa Ludowego. W latach 1966–1969 był sekretarzem w Powiatowym Komitecie ZSL w Przeworsku. 
W 1969 został wybrany zastępcą przewodniczącego Prezydium PRN w Przeworsku. W 1972 został wybrany na przewodniczącego Prezydium PRN w Brzozowie. W 1973 został naczelnikiem powiatu brzozowskiego (funkcję pełnił do jego likwidacji w 1975). W 1975 został prezesem Komitetu Wojewódzkiego ZSL w Krośnie. W latach 1975–1981 był zastępcą przewodniczącego Wojewódzkiej Rady Narodowej w Krośnie. W 1988 wybrano go wiceprezesem Komitetu Wojewódzkiego ZSL w Rzeszowie, od 1980 był również członkiem Naczelnego Komitetu ZSL. Od 1981 był także przewodniczącym Wojewódzkiej Rady Przyjaciół Harcerstwa w Rzeszowie.
1 maja 1981 został wojewodą rzeszowskim. W marcu 1987 roku podjął decyzję o rozwiązaniu komisji ds. realizacji porozumień rzeszowsko-ustrzyckich. 23 maja 1990 roku Prezes Rady Ministrów przyjął jego rezygnację ze stanowiska wojewody.
Zmarł 27 marca 2025. Pochowany na cmentarzu komunalnym Wilkowyja w Rzeszowie.

## Odznaczenia
- Krzyż Oficerski Orderu Odrodzenia Polski
- Odznaka „Zasłużony Działacz Harcerstwa Polskiego”